# Polnische Männer-Handballnationalmannschaft

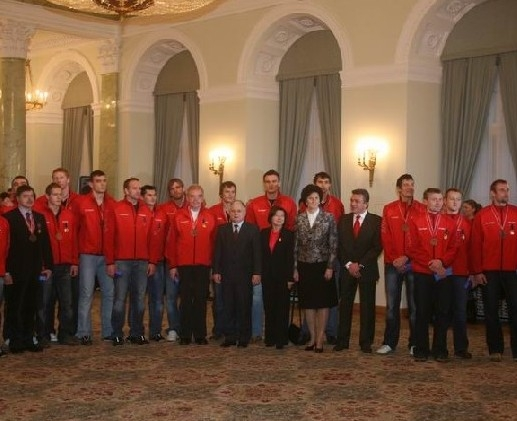
Die Mannschaft trifft den ehemaligen Präsidenten Lech Kaczyński

Die polnische Männer-Handballnationalmannschaft vertritt Polen bei Länderspielen und internationalen Turnieren im Männerhandball.
Die größten sportlichen Erfolge waren der Vize-Weltmeistertitel bei der Handball-Weltmeisterschaft 2007 in Deutschland sowie die dritten Plätze bei den Olympischen Spielen 1976 und den Weltmeisterschaften 1982, 2009 und 2015. Im Jahr 2007 gewann das Team den Supercup.

## Internationale Großereignisse

### Olympische Spiele
- Olympische Spiele 1972: 10. Platz

Kader: Henryk Rozmiarek (5 Spiele / 0 Tore), Andrzej Szymczak (3/0), Bogdan Kowalczyk (2/0), Helmut Pniociński (4/0), Andrzej Sokołowski (5/1), Franciszek Gąsior (1/2), Andrzej Lech (4/2), Włodzimierz Wachowicz (5/2), Robert Zawada (2/3), Jan Gmyrek (4/7), Zygfryd Kuchta (5/7), Zbigniew Dybol (6/10), Zdzisław Antczak (5/11), Engelbert Szolc (5/11), Jerzy Melcer (5/19).
Trainer: Janusz Czerwiński
- Olympische Spiele 1976: 03. Platz

Kader: Henryk Rozmiarek (6 Spiele / 0 Tore), Andrzej Szymczak (5/0), Mieczysław Wojczak (2/0), Włodzimierz Zieliński (2/0), Piotr Cieśla (6/4), Ryszard Przybysz (6/5), Zygfryd Kuchta (6/5), Zdzisław Antczak (6/5), Andrzej Sokołowski (6/6), Janusz Brzozowski (6/7), Jerzy Melcer (5/10), Jan Gmyrek (6/17), Alfred Kałuziński (6/22), Jerzy Klempel (6/38/Torschützenkönig).
Trainer: Janusz Czerwiński
- Olympische Spiele 1980: 07. Platz

Kader: Andrzej Kącki (6 Spiele / 0 Tore), Henryk Rozmiarek (5/0), Mieczysław Wojczak (1/0), Piotr Czaczka (4/3), Grzegorz Kosma (5/3), Zbigniew Gawlik (6/5), Janusz Brzozowski (6/8), Ryszard Jedliński (5/9), Jerzy Garpiel (5/9), Marek Panas (5/11), Zbigniew Tłuczyński (6/14), Alfred Kałuziński (6/20), Daniel Waszkiewicz (6/20), Jerzy Klempel (6/44/Torschützenkönig).
Trainer: Jacek Zglinicki
- Olympische Spiele 2008: 05. Platz

Kader: Sławomir Szmal (8 Spiele / 0 Tore), Marcin Wichary (8/0), Artur Siódmiak (8/6), Paweł Piwko (8/9), Michał Jurecki (8/12), Bartłomiej Jaszka (8/12), Karol Bielecki (8/14), Marcin Lijewski (8/14), Krzysztof Lijewski (8/19), Mateusz Jachlewski (8/24), Grzegorz Tkaczyk (8/25), Tomasz Tłuczyński (8/31), Bartosz Jurecki (8/32), Mariusz Jurasik (8/37).
Trainer: Bogdan Wenta
- Olympische Spiele 2016: 04. Platz

Kader: Sławomir Szmal (8 Spiele / 0 Tore), Piotr Wyszomirski (8/0), Mateusz Kus (8/1), Łukasz Gierak (3/7), Michał Szyba (7/7), Adam Wiśniewski (8/8), Bartosz Jurecki (8/8), Mariusz Jurkiewicz (5/11), Michał Jurecki (4/12), Mateusz Jachlewski (8/13), Kamil Syprzak (8/18), Przemysław Krajewski (8/19), Krzysztof Lijewski (8/26), Michał Daszek (8/33), Karol Bielecki (8/55/Torschützenkönig).
Trainer:  Talant Dujshebaev

### Weltmeisterschaften (Halle)

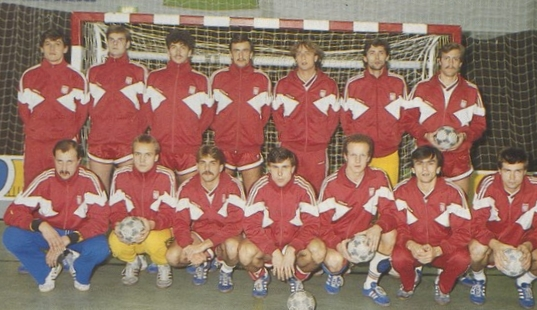
Die polnische Auswahl vor der B-Weltmeisterschaft 1989.

- Weltmeisterschaft 1958: 05. Platz
- Weltmeisterschaft 1967: 12. Platz
- Weltmeisterschaft 1970: 14. Platz

Kader (unvollständig): Zygfryd Kuchta, Jerzy Melcer, Andrzej Sokołowski
- Weltmeisterschaft 1974: 04. Platz

Kader (unvollständig): Henryk Rozmiarek, Alfred Kałuziński, Zygfryd Kuchta, Jerzy Klempel, Jan Gmyrek, Jerzy Melcer
- Weltmeisterschaft 1978: 06. Platz

Kader: Mieczysław Wojczak, Henryk Rozmiarek, Andrzej Szymczak, Alfred Kałuziński, Jerzy Kuleczka, Jerzy Klempel, Andrzej Sokołowski, Jan Gmyrek, Ryszard Przybysz, Piotr Cieśla, Janusz Brzozowski, Daniel Waszkiewicz, Wacław Smagacz, Bogdan Falęta, Jerzy Garpiel, Jan Kozieł, Ryszard Bissinger
Trainer: Stanisław Majorek
- Weltmeisterschaft 1982: 03. Platz

Kader: Andrzej Szymczak, Andrzej Mientus, Andrzej Kącki, Janusz Brzozowski, Jerzy Klempel, Leszek Krowicki, Marek Panas, Zbigniew Tłuczyński, Daniel Waszkiewicz, Piotr Czaczka, Leslaw Dziuba, Alfred Kałuziński, Jerzy Garpiel, Zbigniew Gawlik, Ryszard Jedlinski, Grzegorz Kosma.
Trainer: Zygfryd Kuchta
- Weltmeisterschaft 1986: 14. Platz

Kader: Andrzej Marszalek, Eugeniusz Szukalski, Ryszard Antczak, Zbigniew Tłuczyński, Piotr Konitz, Marek Panas, Bogdan Wenta, Krzysztof Szargiej, Marek Kordowiecki, Leszek Sadowy, Zbigniew Robert, Robert Skalski, Zbigniew Plechoć, Wiesław Goliat, Maciej Fiedorow, Daniel Waszkiewicz, Henryk Mrowiec, Zbigniew Urbanowicz, Leslaw Dziuba.
Trainer: Stefan Wrześniewski
- Weltmeisterschaft 1990: 11. Platz

Kader: Grzegorz Żmijewski, Krzysztof Latos, Grzegorz Subocz, Robert Skalski, Dariusz Bugaj, Bogdan Wenta, Zbigniew Plechoć, Tomasz Lebiedzinski, Jacek Kalisz, Andrzej Mokrzki, Leslaw Dziuba, Marek Przybylski.
Trainer: Zenon Łakomy
- Weltmeisterschaft 2003: 10. Platz

Kader: Andrzej Marszalek, Bartosz Wuszter, Damian Wleklak, Dawid Nilsson, Filip Kliszczyk, Grzegorz Tkaczyk, Karol Bielecki, Leszek Starczan, Maciej Dmytruszynski, Marcin Lijewski, Marcin Pilch, Marek Boneczko, Mariusz Jurasik, Mariusz Jurkiewicz, Michał Matysik, Michał Zołoteńko, Piotr Obrusiewicz, Piotr Przybecki, Rafał Bernacki, Rafał Kuptel, Robert Lis, Sebastian Suchowicz, Sławomir Szmal
Trainer: Bogdan Zajączkowski
- Weltmeisterschaft 2007: 02. Platz

Kader: Sławomir Szmal, Zbigniew Kwiatkowski, Krzysztof Lijewski, Patryk Kuchczyński, Mateusz Jachlewski, Grzegorz Tkaczyk, Karol Bielecki, Artur Siódmiak, Damian Wleklak, Bartosz Jurecki, Michał Jurecki, Adam Weiner, Rafał Kuptel, Tomasz Tłuczyński, Mariusz Jurasik (All-Star-Team), Marcin Lijewski (All-Star-Team).
Trainer: Bogdan Wenta
- Weltmeisterschaft 2009: 03. Platz

Kader: Sławomir Szmal, Bartłomiej Jaszka, Krzysztof Lijewski, Patryk Kuchczyński, Mateusz Jachlewski, Rafał Gliński, Karol Bielecki, Artur Siódmiak, Damian Wleklak, Bartosz Jurecki, Mariusz Jurasik, Michał Jurecki, Daniel Żółtak, Rafał Kuptel, Tomasz Tłuczyński, Marcin Lijewski (All-Star-Team).
Trainer: Bogdan Wenta
- Weltmeisterschaft 2011: 08. Platz

Kader: Sławomir Szmal (9 Spiele / 0 Tore), Piotr Wyszomirski (9/0), Artur Siódmiak (9/1), Piotr Grabarczyk (7/4), Michał Jurecki (2/6), Tomasz Rosiński (9/8), Bartłomiej Tomczak (9/8), Mariusz Jurasik (9/11), Mateusz Zaremba (9/13), Mariusz Jurkiewicz (9/15), Grzegorz Tkaczyk (9/19), Marcin Lijewski (9/20), Bartłomiej Jaszka (9/22), Karol Bielecki (9/22), Patryk Kuchczyński (9/23), Bartosz Jurecki (9/30), Tomasz Tłuczyński (9/47).
Trainer: Bogdan Wenta
- Weltmeisterschaft 2013: 09. Platz

Kader: Sławomir Szmal (6 Spiele / 0 Tore), Marcin Wichary (5/0), Michał Chodara (1/0), Marek Szpera (2/0), Mariusz Jurkiewicz (2/0), Piotr Grabarczyk (3/1), Marcin Lijewski (3/2), Przemysław Krajewski (3/4), Kamil Syprzak (5/6), Michał Bartczak (4/7), Karol Bielecki (6/9), Adam Wiśniewski (6/11), Michał Jurecki (5/12), Bartłomiej Jaszka (6/15), Krzysztof Lijewski (6/17), Robert Orzechowski (6/18), Michał Kubisztal (6/18), Bartosz Jurecki (6/33).
Trainer:  Michael Biegler
- Weltmeisterschaft 2015: 03. Platz

Kader: Sławomir Szmal, Krzysztof Lijewski, Przemysław Krajewski, Karol Bielecki, Robert Orzechowski, Andreas Rojewski, Adam Wiśniewski, Marcin Wichary, Bartosz Jurecki, Michał Jurecki, Piotr Wyszomirski, Piotr Grabarczyk, Mariusz Jurkiewicz, Piotr Masłowski, Kamil Syprzak, Michał Daszek, Michał Szyba, Piotr Chrapkowski.
Trainer:  Michael Biegler
- Weltmeisterschaft 2017: 17. Platz

Kader: Adam Malcher (7 Spiele / 0 Tore), Adam Morawski (7/1), Mateusz Kornecki (2/0), Maciej Gębala (5/1), Łukasz Gierak (7/4), Paweł Niewrzawa (7/4), Patryk Walczak (7/4), Krzysztof Łyżwa (7/5), Piotr Chrapkowski (7/6), Mateusz Jachlewski (7/7), Rafał Przybylski (7/12), Arkadiusz Moryto (7/12), Marek Daćko (7/15), Paweł Paczkowski (7/21), Tomasz Gębala (7/24), Przemysław Krajewski (7/25), Michał Daszek (7/26).
Trainer:  Talant Dujshebaev
- Weltmeisterschaft 2021: 13. Platz

Kader: Adam Morawski (6 Spiele / 0 Tore), Mateusz Kornecki (3/0), Piotr Wyszomirski (3/0), Mateusz Piechowski (ohne Einsatzzeit), Piotr Chrapkowski (6/0), Arkadiusz Ossowski (2/0), Dawid Dawydzik (6/2), Kacper Adamski (1/3), Maciej Pilitowski (6/5), Jan Czuwara (6/6), Michał Daszek (6/7), Maciej Majdziński (6/8), Patryk Walczak (6/8), Tomasz Gębala (6/11), Michał Olejniczak (5/11), Przemysław Krajewski (5/16), Rafał Przybylski (6/18), Maciej Gębala (5/18), Szymon Sićko (6/29), Arkadiusz Moryto (6/36).
Trainer: Patryk Rombel
- Weltmeisterschaft 2023: 15. Platz (von 32 Mannschaften)

Kader: Adam Morawski (6 Spiele / 0 Tore), Jakub Skryniarz (3/0), Piotr Chrapkowski (4/0), Dawid Dawydzik (1/1), Tomasz Gębala (5/1), Mateusz Kornecki (3/1), Bartłomiej Bis (5/2), Maciej Pilitowski (2/3), Szymon Działakiewicz (5/4), Patryk Walczak (6/4), Krzysztof Komarzewski (4/5), Jan Czuwara (6/6), Przemysław Krajewski (6/6), Maciej Gębala (6/7), Michał Olejniczak (4/9), Michał Daszek (6/9), Ariel Pietrasik (6/14), Piotr Jędraszczyk (6/17), Arkadiusz Moryto (6/30), Szymon Sićko (6/31).
Trainer: Patryk Rombel.
- Weltmeisterschaft 2025: 25. Platz (von 32 Mannschaften)

### Europameisterschaften
- Europameisterschaft 2002: 15. Platz

Kader: Andrzej Marszałek (3 Spiele / 0 Tore), Piotr Obrusiewicz (1/0), Rafał Bernacki (2/0), Maciej Dmytruszyński (2/0), Michał Zołoteńko (3/0), Sławomir Szmal (2/1), Bartosz Wuszter (3/1), Piotr Frelek (2/1), Rafał Kuptel (3/4), Leszek Starczan (3/4), Filip Kliszczyk (3/4), Robert Lis (3/7), Marcin Pilch (3/9), Marcin Lijewski (3/10), Mariusz Jurasik (3/13), Grzegorz Tkaczyk (3/13).
Trainer: Bogdan Zajączkowski
- Europameisterschaft 2004: 16. Platz

Kader: Andrzej Marszałek (2 Spiele / 0 Tore), Rafał Bernacki (3/0), Sławomir Szmal (3/0), Piotr Grabarczyk (1/0), Mariusz Jurkiewicz (3/1), Robert Lis (3/4), Radosław Wasiak (3/4), Leszek Starczan (3/5), Marcin Lijewski (3/6), Dawid Nilsson (3/6), Tomasz Paluch (3/7), Mariusz Jurasik (3/8), Adam Wiśniewski (3/10), Karol Bielecki (3/15), Grzegorz Tkaczyk (3/20).
Trainer: Bogdan Zajączkowski
- Europameisterschaft 2006: 10. Platz

Kader: Sławomir Szmal (6 Spiele / 0 Tore), Maciej Stęczniewski (6/0), Marcin Wichary (3/0), Daniel Urbanowicz (4/1), Damian Moszczyński (6/2), Piotr Grabarczyk (6/5), Damian Wleklak (3/5), Leszek Starczan (6/10), Grzegorz Tkaczyk (3/10), Adam Wiśniewski (6/10), Piotr Obrusiewicz (3/11), Dawid Nilsson (6/11), Bartosz Jurecki (6/18), Patryk Kuchczyński (6/20), Marcin Lijewski (6/22), Karol Bielecki (6/38).
Trainer: Bogdan Wenta
- Europameisterschaft 2008: 07. Platz

Kader: Sławomir Szmal (6 Spiele / 0 Tore), Damian Wleklak (3/0), Artur Siódmiak (6/0), Adam Weiner (6/0), Mariusz Jurkiewicz (3/3), Krzysztof Lijewski (3/6), Bartłomiej Jaszka (3/7), Michał Jurecki (6/7), Patryk Kuchczyński (6/9), Bartosz Jurecki (6/13), Tomasz Tłuczyński (6/14), Mateusz Jachlewski (5/15), Marcin Lijewski (6/22), Grzegorz Tkaczyk (6/22), Mariusz Jurasik (6/27), Karol Bielecki (6/37).
Trainer: Bogdan Wenta
- Europameisterschaft 2010: 04. Platz

Kader: Sławomir Szmal (8 Spiele / 0 Tore/All-Star-Team), Piotr Wyszomirski (8/0), Artur Siódmiak (7/2), Mariusz Jurkiewicz (8/3), Daniel Żółtak (8/4), Patryk Kuchczyński (8/7), Marcin Lijewski (8/8), Mateusz Jachlewski (8/14), Tomasz Rosiński (8/17), Mariusz Jurasik (8/18), Bartłomiej Jaszka (8/20), Krzysztof Lijewski (8/22), Tomasz Tłuczyński (8/25), Karol Bielecki (8/27), Bartosz Jurecki (8/27), Michał Jurecki (8/28).
Trainer: Bogdan Wenta
- Europameisterschaft 2012: 09. Platz

Kader: Marcin Wichary (6 Spiele / 0 Tore), Piotr Wyszomirski (6/0), Mateusz Zaremba (6/1), Zbigniew Kwiatkowski (6/3), Robert Orzechowski (6/7), Kamil Syprzak (6/9), Krzysztof Lijewski (6/10), Adam Wiśniewski (6/12), Mariusz Jurkiewicz (6/12), Karol Bielecki (6/13), Bartłomiej Jaszka (6/15), Tomasz Tłuczyński (6/15), Patryk Kuchczyński (6/16), Grzegorz Tkaczyk (6/19), Bartosz Jurecki (6/20), Michał Jurecki (6/21).
Trainer: Bogdan Wenta
- Europameisterschaft 2014: 06. Platz

Kader: Sławomir Szmal (7 Spiele / 0 Tore), Piotr Grabarczyk (7/0), Piotr Wyszomirski (7/0), Michał Kubisztal (2/0), Robert Orzechowski (1/1), Michał Szyba (7/5), Karol Bielecki (6/7), Przemysław Krajewski (7/7), Kamil Syprzak (7/11), Piotr Chrapkowski (7/12), Adam Wiśniewski (7/14), Bartłomiej Jaszka (7/15), Michał Jurecki (7/16), Patryk Kuchczyński (7/17), Jakub Łucak (7/17), Bartosz Jurecki (7/18), Mariusz Jurkiewicz (7/20), Krzysztof Lijewski (7/31/All-Star-Team).
Trainer:  Michael Biegler
- Europameisterschaft 2016: 07. Platz

Kader: Sławomir Szmal (7 Spiele / 0 Tore), Piotr Wyszomirski (7/0), Piotr Masłowski (1/1), Piotr Grabarczyk (7/2), Robert Orzechowski (1/2), Maciej Gębala (5/2), Jakub Łucak (7/3), Rafał Gliński (6/4), Piotr Chrapkowski (7/5), Bartosz Jurecki (2/7), Bartosz Konitz (7/7), Adam Wiśniewski (7/8), Michał Szyba (7/14), Krzysztof Lijewski (6/15), Michał Daszek (7/15), Przemysław Krajewski (7/18), Kamil Syprzak (7/22), Karol Bielecki (7/34), Michał Jurecki (7/34/All-Star-Team).
Trainer:  Michael Biegler

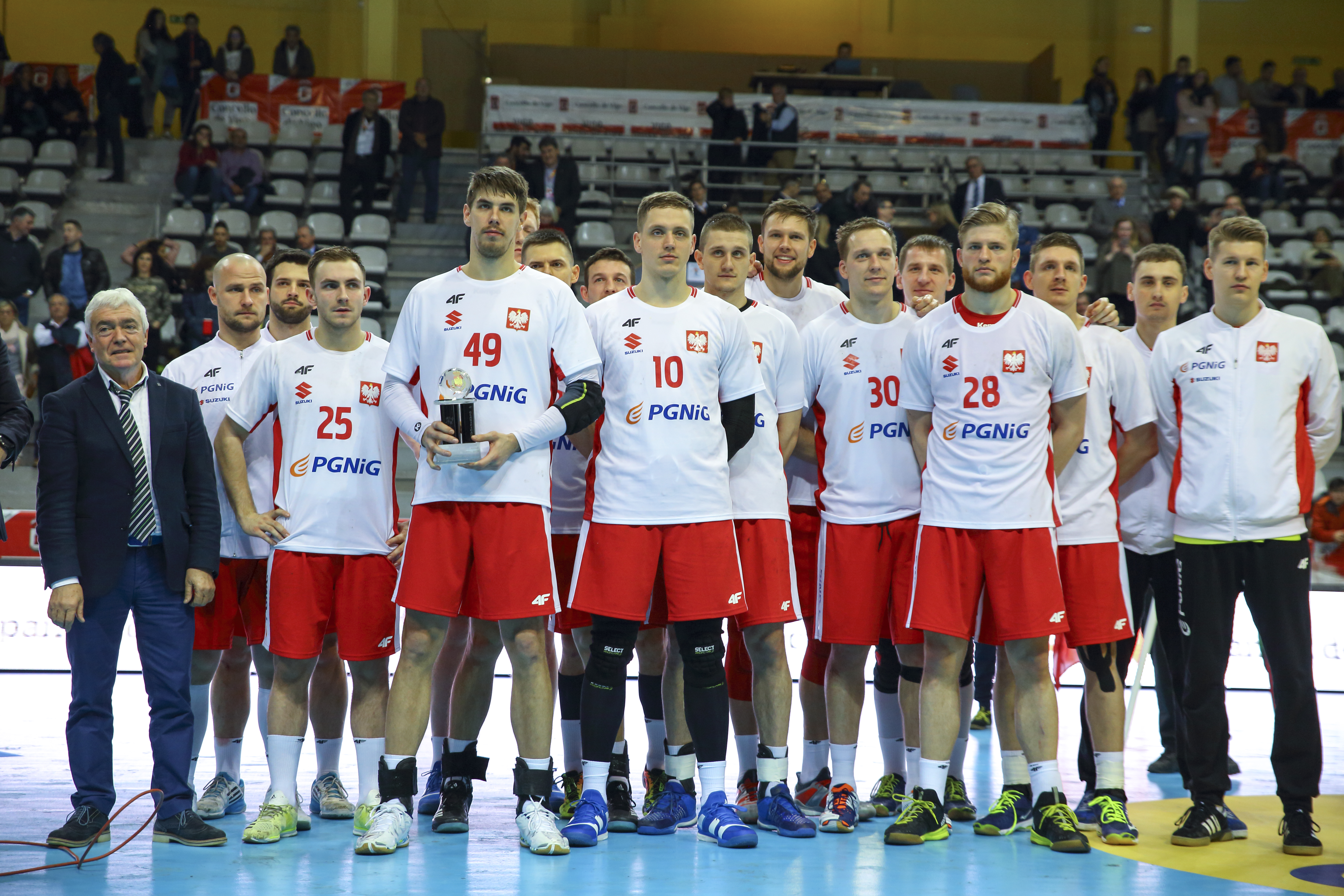
Die Nationalmannschaft bei einem Vorbereitungsturnier im Januar 2018 in Spanien.

- Europameisterschaft 2020: 21. Platz

Kader: Mateusz Kornecki (3 Spiele / 0 Tore), Krystian Bondzior (3/0), Adam Morawski (3/0), Piotr Chrapkowski (3/1), Antoni Łangowski (3/1), Jan Czuwara (1/1), Piotr Jarosiewicz (3/2), Adrian Kondratiuk (2/2), Kamil Syprzak (3/3), Dawid Dawydzik (3/3), Michał Olejniczak (2/3), Przemysław Krajewski (1/4), Maciej Pilitowski (3/4), Rafał Przybylski (3/5), Maciej Gębala (3/6), Maciej Majdziński (3/7), Arkadiusz Moryto (3/14), Szymon Sićko (3/15).
Trainer: Patryk Rombel
- Europameisterschaft 2022: 12. Platz

Kader: Mateusz Zembrzycki (7 Spiele / 0 Tore), Miłosz Wałach (1/0), Bartłomiej Bis (3/0), Mikołaj Czapliński (1/0), Krzysztof Komarzewski (3/0), Mateusz Kornecki (6/1), Maciej Pilitowski (6/1), Melwin Beckman (4/1), Piotr Chrapkowski (4/1), Maciej Gębala (4/2), Patryk Walczak (3/3), Jan Czuwara (4/3), Rafał Przybylski (6/3), Damian Przytuła (3/5), Ariel Pietrasik (5/6), Piotr Jędraszczyk (7/7), Dawid Dawydzik (4/9), Michał Olejniczak (7/9), Kamil Syprzak (7/13), Przemysław Krajewski (7/23), Michał Daszek (7/28), Szymon Sićko (6/31), Arkadiusz Moryto (7/46).
Trainer: Patryk Rombel
- Europameisterschaft 2024: 16. Platz

Daten: Europäische Handballföderation

## Weitere Turnierteilnahmen
(Auswahl)

### World Cup
Größte Erfolge beim World Cup (1971–2010) in Schweden waren:
- World Cup 1974: 2. Platz

Kader: (unvollständig): Henryk Rozmiarek, Alfred Kałuziński, Jan Gmyrek, Janusz Brzozowski, Jerzy Melcer, Andrzej Sokołowski, Ryszard Przybysz
- World Cup 1979: 2. Platz

Kader: (unvollständig): Henryk Rozmiarek, Mieczysław Wojczak, Alfred Kałuziński, Jan Gmyrek, Janusz Brzozowski

### Supercup
Größte Erfolge beim Supercup (1979–2015) in Deutschland waren:
- Supercup 2007: 1. Platz

Kader: Sławomir Szmal, Adam Weiner, Mariusz Jurasik, Tomasz Tłuczyński, Bartosz Jurecki, Michał Jurecki, Marcin Lijewski, Grzegorz Tkaczyk, Karol Bielecki, Bartłomiej Jaszka, Artur Siódmiak, Patryk Kuchczyński, Mateusz Jachlewski, Rafał Kuptel, Krzysztof Lijewski, Damian Wleklak, Paweł Orzłowski.
Trainer: Bogdan Wenta
- Supercup 2013: 2. Platz

Kader: Sławomir Szmal, Piotr Wyszomirski, Marcin Wichary, Bartłomiej Jaszka, Patryk Kuchczyński, Karol Bielecki, Adam Wiśniewski, Kamil Syprzak, Michał Daszek, Damian Kostrzewa, Przemysław Krajewski, Michał Kubisztal, Paweł Orzłowski, Michał Szyba, Piotr Chrapkowski, Piotr Grabarczyk, Mariusz Jurkiewicz, Tomasz Rosiński, Robert Orzechowski.
Trainer:  Michael Biegler

### Ostseepokal
Größte Erfolge beim Ostseepokal (1968–1981) in verschiedenen Ländern des Ostseeraumes waren:
- Ostseepokal 1968: 3. Platz
- Ostseepokal 1969: 2. Platz
- Ostseepokal 1970: 3. Platz
- Ostseepokal 1971: 3. Platz
- Ostseepokal 1974: 3. Platz
- Ostseepokal 1976: 3. Platz
- Ostseepokal 1977: 3. Platz
- Ostseepokal 1981: 3. Platz
- Ostseepokal 1985: 2. Platz

### Karpatenpokal
Größte Erfolge beim Karpatenpokal (seit 1959) in Rumänien waren:
- Karpatenpokal 1969: 3. Platz
- Karpatenpokal 1979: 2. Platz
- Karpatenpokal 1981: 2. Platz
- Karpatenpokal 1982: 3. Platz
- Karpatenpokal 1992: 3. Platz

### Jugoslawien-Trophäe
Größte Erfolge bei der Jugoslawien-Trophäe (1960–1990) in Jugoslawien waren:
- Tašmajdana-Trophäe der Männer 1960: 2. Platz
- Jugoslawien-Trophäe 1982: 3. Platz
- Jugoslawien-Trophäe 1985: 3. Platz

## Spieler und Trainer

### Aktueller Kader
| Nr. | Spieler            | Geburtstag | Alter | Position        | Größe  | Verein                           | Lsp. | Tore |
| --- | ------------------ | ---------- | ----- | --------------- | ------ | -------------------------------- | ---- | ---- |
| 75  | Marcel Jastrzębski | 14.03.2003 | 21    | Torhüter        | 1,96 m | Wisła Płock                      | 7    | 0    |
| 60  | Kacper Ligarzewski | 14.06.2001 | 23    | Torhüter        | 189 cm | NMC Górnik Zabrze                | 0    | 0    |
| 94  | Adam Morawski      | 17.10.1994 | 30    | Torhüter        | 1,90 m | MT Melsungen                     | 76   | 4    |
| 20  | Kamil Adamski      | 17.05.1995 | 29    | Rückraum Mitte  | 193 cm | KPR Ostrovia Ostrow Wielkopolski | 2    | 0    |
| 42  | Jakub Bedzikowski  | 25.01.2003 | 21    | Rückraum Mitte  | 1,88 m | Wybrzeże Gdańsk                  | 3    | 0    |
| 4   | Piotr Jędraszczyk  | 09.10.2001 | 23    | Rückraum Mitte  | 1,77 m | KPR Gwardia Opole                | 37   | 76   |
| 5   | Michał Olejniczak  | 31.01.2001 | 23    | Rückraum Mitte  | 1,97 m | Industria Kielce                 | 69   | 116  |
| 47  | Maciej Papina      | 13.12.2001 | 23    | Rückraum Mitte  | 176 cm | Wybrzeże Gdańsk                  | 4    | 2    |
| 12  | Ariel Pietrasik    | 21.10.1999 | 25    | Rückraum links  | 2,02 m | Kadetten Schaffhausen            | 41   | 84   |
| 2   | Damian Przytuła    | 27.11.1998 | 26    | Rückraum links  | 2,00 m | Tatabánya KC                     | 44   | 80   |
| 17  | Andrzej Widomski   | 06.02.2003 | 21    | Rückraum rechts | 186 cm | KPR Gwardia Opole                | 7    | 9    |
| 8   | Bartłomiej Bis     | 25.03.1997 | 27    | Kreisläufer     | 1,94 m | HSC 2000 Coburg                  | 36   | 12   |
| 28  | Maciej Gębala      | 10.01.1994 | 31    | Kreisläufer     | 2,00 m | HC Erlangen                      | 103  | 136  |
| 93  | Łukasz Rogulski    | 10.06.1993 | 31    | Kreisläufer     | 192 cm | Industria Kielce                 | 0    | 0    |
| 21  | Kamil Syprzak      | 23.07.1991 | 33    | Kreisläufer     | 2,07 m | Paris Saint-Germain              | 175  | 394  |
| 44  | Mikołaj Czapliński | 08.11.2000 | 24    | Rechtsaußen     | 1,88 m | Wybrzeże Gdańsk                  | 19   | 28   |
| 19  | Jan Czuwara        | 18.10.1995 | 29    | Linksaußen      | 184 cm | MKS Zagłębie Lubin               | 71   | 142  |
| 26  | Marek Marciniak    | 21.09.1995 | 29    | Rechtsaußen     | 186 cm | Klub Sportowy Azoty-Puławy       | 0    | 0    |
| 23  | Arkadiusz Moryto   | 31.08.1997 | 27    | Rechtsaußen     | 1,82 m | Industria Kielce                 | 102  | 499  |
| 33  | Jakub Szyszko      | 18.02.2001 | 23    | Rechtsaußen     | 1,79 m | NMC Górnik Zabrze                | 13   | 29   |
| 46  | Mateusz Wojdan     | 19.12.2000 | 24    | Rechtsaußen     | 173 cm | KPR Gwardia Opole                | 0    | 0    |

### Bisherige Trainer
- 1952–1953: Tadeusz Tomosz und Antoni Szymański
- 1954–1956: Jerzy Til und Władysław Stawiarski
- 1957–1967: Tadeusz Breguła und Jerzy Til
- 1967–1976: Janusz Czerwiński
- 1976–1978: Stanisław Majorek
- 1978–1980: Jacek Zglinicki
- 1981–1984: Zygfryd Kuchta
- 1984–1986: Stefan Wrześniewski
- 1986–1990: Zenon Łakomy
- 1990–1992: Michał Kaniowski
- 1992–1994: Bogdan Kowalczyk und Jerzy Eliasz
- 1994–1997: Jacek Zglinicki
- 1998–2000: Zygfryd Kuchta
- 2000–2004: Bogdan Zajączkowski
- 2004–2012: Bogdan Wenta
- 2012–2012: Daniel Waszkiewicz und Damian Wleklak
- 2012–2016: Michael Biegler
- 2016–2017: Talant Dujshebaev
- 2017–2019: Piotr Przybecki
- 2019–2023: Patryk Rombel[5]
- 2/2023–3/2023: Bartosz Jurecki[6] (interim)
- 3/2023–2/2025: Marcin Lijewski[7]
- ab 2/2025: Michał Skorski (Interimstrainer)
- ab 3/2025: Jesús Javier González

### Rekordspieler und -torschützen
Die Daten beinhalten ausschließlich die Teilnahme an offiziellen Länderspielen der polnischen Nationalmannschaft. Alle inoffiziellen Spiele der Nationalmannschaft oder Treffen im Rahmen anderer als der Nationalmannschaft sind nicht in den folgenden Listen enthalten. Aktive Spieler sind grün hinterlegt. (Stand: 5. Februar 2025)
| Meiste Spiele | Meiste Spiele       | Meiste Spiele | Meiste Spiele |
| #             | Spieler             | Jahre         | Spiele        |
| ------------- | ------------------- | ------------- | ------------- |
| 1.            | Sławomir Szmal      | 1998–2018     | 298           |
| 2.            | Karol Bielecki      | 2002–2017     | 259           |
| 3.            | Marcin Lijewski     | 1997–2013     | 251           |
| 4.            | Bartosz Jurecki     | 2004–2016     | 237           |
| 5.            | Andrzej Szymczak    | 1967–1984     | 234           |
| 6.            | Jerzy Klempel       | 1972–1987     | 221           |
| 7.            | Daniel Waszkiewicz  | 1977–1989     | 214           |
| 8.            | Mariusz Jurasik     | 1997–2012     | 207           |
| 9.            | Alfred Kałuziński   | 1973–1982     | 204           |
| 10.           | Patryk Kuchczyński  | 2002–2014     | 201           |
| 11.           | Michał Jurecki      | 2005–2017     | 199           |
| 12.           | Bogdan Wenta        | 1981–1994     | 191           |
| 13.           | Zbigniew Tłuczyński | 1978–1990     | 186           |
| 14.           | Krzysztof Lijewski  | 2003–2017     | 185           |
| 15.           | Kamil Syprzak       | 2011–         | 180           |
| 16.           | Zbigniew Plechoć    | 1983–1990     | 178           |
| 17.           | Henryk Rozmiarek    | 1971–1980     | 177           |
| 18.           | Jan Gmyrek          | 1970–1979     | 176           |
| 18.           | Damian Wleklak      | 1998–2009     | 164           |
| 20.           | Mariusz Jurkiewicz  | 2002–2017     | 163           |

| Meiste Tore | Meiste Tore         | Meiste Tore | Meiste Tore |
| #           | Spieler             | Jahre       | Tore        |
| ----------- | ------------------- | ----------- | ----------- |
| 1.          | Jerzy Klempel       | 1972–1984   | 1170        |
| 2.          | Karol Bielecki      | 2002–2017   | 962         |
| 3.          | Bogdan Wenta        | 1981–1994   | 763         |
| 4.          | Bartosz Jurecki     | 2004–2016   | 732         |
| 5.          | Marcin Lijewski     | 1997–2013   | 711         |
| 6.          | Robert Nowakowski   | 1989–2003   | 709         |
| 7.          | Daniel Waszkiewicz  | 1977–1989   | 705         |
| 8.          | Mariusz Jurasik     | 1997–2012   | 704         |
| 9.          | Alfred Kałuziński   | 1973–1982   | 620         |
| 10.         | Grzegorz Tkaczyk    | 2000–2012   | 549         |
| 11.         | Michał Jurecki      | 2005–2017   | 547         |
| 12.         | Zbigniew Tłuczyński | 1978–1990   | 527         |
| 13.         | Arkadiusz Moryto    | 2017–       | 510         |
| 14.         | Tomasz Tłuczyński   | 2006–2012   | 503         |
| 15.         | Lesław Dziuba       | 1981–1990   | 447         |
| 16.         | Krzysztof Lijewski  | 2003–2017   | 439         |
| 17.         | Patryk Kuchczyński  | 2002–2014   | 435         |
| 18.         | Zbigniew Plechoć    | 1983–1990   | 427         |
| 19.         | Kamil Syprzak       | 2011–       | 417         |
| 20.         | Michał Daszek       | 2013–       | 386         |